# Richard Bentley

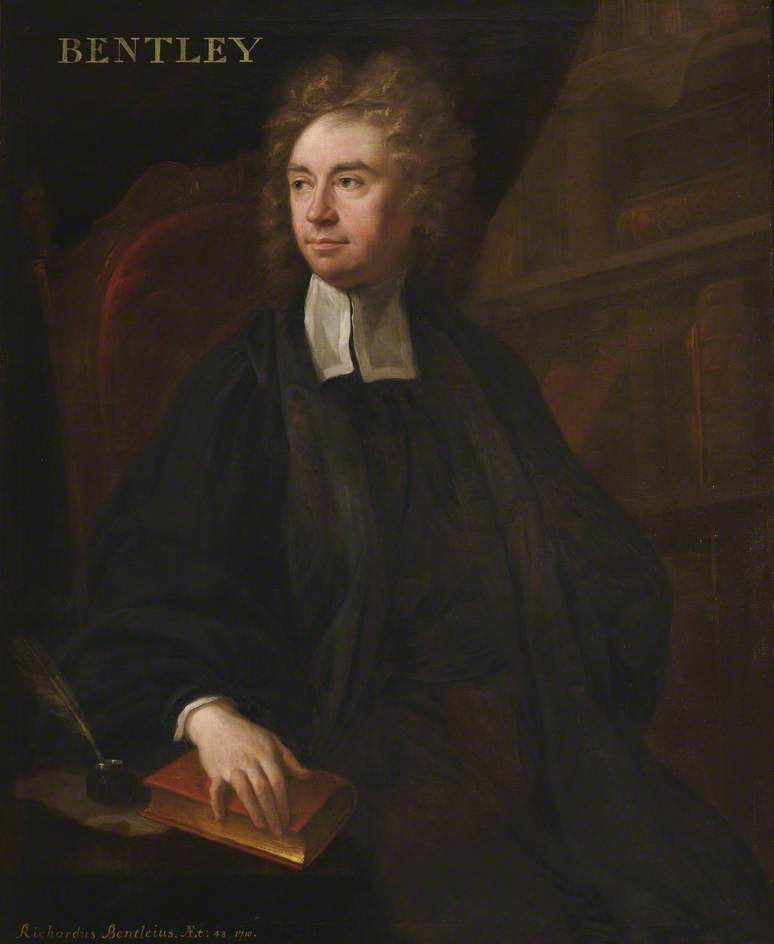
Richard Bentley

Richard Bentley (* 27. Januar 1662 in Oulton bei Leeds, Yorkshire; † 14. Juli 1742 in Cambridge) war ein englischer klassischer Philologe und Textkritiker.

## Jugend und Studienjahre (1662–1689)
Sein Großvater litt unter den Nachwirkungen des Englischen Bürgerkriegs und ließ die Familie in verarmten Umständen zurück. Seine Mutter, Tochter eines Steinmetzen, hatte soviel Bildung genossen, dass sie ihrem Sohn ersten Unterricht in Latein geben konnte. Von der Schule in Wakefield ging Richard Bentley 1676 an das St John’s College, wo er ein Stipendium erhielt und den Abschluss eines B.A. (Bachelor of Arts) 1680, den eines M.A. (Master of Arts) 1683 machte.
Er wurde nie zu einem fellow seines College gewählt, jedoch – bevor er 21 Jahre alt war – zum Rektor der Schule in Spalding ernannt. Hier blieb er jedoch nicht lange, weil er von Edward Stillingfleet, dem Dekan von St. Pauls’s ausgewählt wurde, der Lehrer seines Sohnes zu werden. Diese Ernennung brachte Bentley in Kontakt mit den hervorragendsten Männern seiner Zeit und verschaffte ihm Zugang zur besten Privatbibliothek Englands. Die sechs Jahre, die Bentley in Stillingfleets Familie verbrachte, nutzte er zu umfassenden Studien der griechischen und lateinischen Schriftsteller, Wissen anhäufend, das ihm später noch nutzen sollte.

## Die Jahre in Oxford (1689–1695)
1689 wurde Stillingfleet Bischof von Worcester und sein Sohn ging zum Wadham College, begleitet von seinem Lehrer. Hier hatte Bentley bald engen Kontakt mit den hervorragendsten Gelehrten der Universität, darunter John Mill, Humphrey Hody (1659–1707) und Edward Bernard. Er schwelgte in den wertvollen Manuskripten der Bodleian Library, des Corpus Christi College und anderer College-Bibliotheken. Er befasste sich mit der Sammlung von Material für ausgedehnte schriftstellerische Pläne, darunter insbesondere ein Corpus von Fragmenten griechischer Dichter und eine Ausgabe der griechischen Lexikographen. Die Oxforder (Sheldonian) Druckerei bereitete die Ausgabe (die editio princeps) der einzigartigen Manuskripte der Bodleian Library der griechischen Chronik (eine Universalgeschichte bis zum Jahr 560) des Johannes Malalas vor, und John Mill, Prinzipal von St Edmund Hall, hatte Bentley angefordert, die Blätter zu sichten und den Text zu kommentieren.
Dies regte Bentley zu seiner Epistola ad Millium an, weniger als 100 Seiten am Ende des Oxford Malalas (1691). Der kurze Traktat setzte Bentley an die Spitze aller lebenden englischen Gelehrten. Die Leichtigkeit, mit der er beschädigte Passagen restaurierte, die Sicherheit der Emendationen und bei der Beurteilung der Relevanz des Materials sind im Stil völlig anders als die sorgfältige und mühsame Arbeit eines Hody, Mill oder E. Chilmead. Dem kleinen Kreis der Studenten (denen die großen textkritischen Nachschlagewerke der Moderne fehlten) war es offensichtlich, dass er ein Kritiker über dem normalen akademischen Standard war.
Bentley war auch selbstbewusst und vermessen genug, um sich Gegner zu schaffen. James Henry Monk, Bentleys Biograph, bezichtigte ihn (in seiner Erstausgabe von 1830) einer Unschicklichkeit, mit der er nichts zu tun hatte: „An einer Stelle“, schreibt Monk, „bezeichnet er Dr Mill als ιμαννιδιον (Bummler), eine Beschuldigung, die weder die Vertraulichkeit der Freundschaft, noch die Nutzung einer toten Sprache gegenüber dem würdevollen Oberhaupt rechtfertigen kann.“ – Das Ziel von Bentleys Apostrophe war jedoch nicht Mill, sondern Johannes Malalas, an den er an einer anderen Stelle verspielt als „Syrisce“ appelliert. Aus dieser Veröffentlichung resultiert die Mischung aus Bewunderung und Abneigung, die Bentley inspirierte.

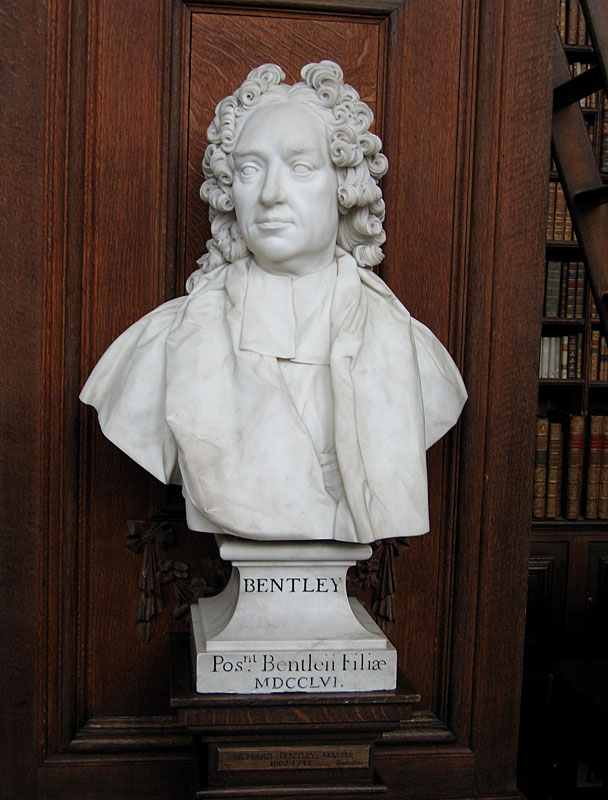
Eine Büste Bentleys in der Bibliothek des Trinity College, Cambridge

1690 wurde Bentley zum Diakon geweiht. 1692 wurde er erstmals zum Boyle-Dozenten ernannt, 1694 ein zweites Mal. Ihm wurde die Ernennung ein drittes Mal 1695 angeboten, doch jetzt lehnte er sie ab, da er zu der Zeit mit zu vielen anderen Aufgaben beschäftigt war. In der ersten Vorlesungsreihe („A Confutation of Atheism“) bemühte er sich, Isaac Newtons Physik in populärer Form zu zeigen und sie (insbesondere im Gegensatz zu Thomas Hobbes) in den Rahmen des Existenzbeweises für einen intelligenten Schöpfer zu stellen. Er hatte zu dem Thema Korrespondenz mit Newton, der zu der Zeit im Trinity College lebte. Die zweite Vorlesungsreihe wurde nicht veröffentlicht und scheint verloren gegangen zu sein.
Bentleys wichtigste Leistung auf dem Gebiet der griechischen Philologie besteht in dem Nachweis, dass viele Verse in den homerischen Epen nur metrisch korrekt sind, wenn man den in der Schrift nicht vorhandenen Laut w- (den er v- schrieb) mitliest. Diese Entdeckung, für die er z. B. von dem Homer-Übersetzer Alexander Pope als „Mann mit dem V“ verspottet wurde, ist durch die vergleichende Sprachforschung, vor allem durch die Entzifferung der frühgriechischen Schrift Linear-B bestätigt worden.

## Der königliche Bibliothekar (1695–1700)
Bentley war gerade erst geweiht, als er mit einer Pfründe an der Worcester Cathedral bedacht wurde. 1693 wurde die Stelle eines Aufsehers der königlichen Bibliothek frei, und erhebliche Anstrengungen wurden von seinen Freunden unternommen, ihm die Aufgabe zu verschaffen, jedoch reichte deren Einfluss nicht weit genug. Ein Arrangement wurde getroffen, dass der neue Bibliothekar, Henry Thynne, mit einer jährlichen Rente von 130 £ statt des Gehalts von 200 £ zugunsten Bentleys zurücktreten solle. 1695 erhielt Bentley ein königliches Kaplansamt und das Wohnrecht in Hartlebury, im gleichen Jahr wurde er zum fellow der Royal Society gewählt, 1696 erhielt er den Grad eines D.D. (Doctor of Divinity). Die Anerkennung der kontinentalen Gelehrten kam in Form einer Widmung durch Johann Georg Graevius, die einer 1694 in Utrecht publizieren Dissertation von Albert Rubens, De Vita Flavii Mattii Theodori, vorangestellt war.
Bentley hatte nun Diensträume in St James’s Palace, und seine erste Sorge galt der königlichen Bibliothek. Er machte große Anstrengungen, die Sammlung aus ihrem verfallenen Zustand zu lösen, und überredete den Earl of Marlborough, im Palast nach zusätzlichen Räumen für die Bücher zu fragen – diese wurden gewährt, doch Marlborough nutzte sie dann für eigene Zwecke. Bentley erzwang ein Gesetz gegen die Verlage, das der Bibliothek fast 1000 Bände einbrachte, deren Übergabe bis dahin unterblieben war.
Er half John Evelyn bei seiner Numismata und wurde von der Universität Cambridge bevollmächtigt, griechische und lateinische Schriftarten für ihre klassischen Bücher zu beschaffen, die er offensichtlich in den Niederlanden auch fand, da sie seit dieser Zeit in den Büchern der Universität auftreten. Bentley gab sich mit der einfachen Durchführung der von ihm begonnenen Projekte nicht ab. 1694 entwarf er eine Ausgabe des Philostratos, gab sie aber an G. Olearius (Ohlschiger) ab, „zur Freude“, sagt Friedrich August Wolf, „von Olearius und niemandes sonst“. Er versorgte Graevius mit zusammengetragenem Cicero und Joshua Barnes mit einer Warnung zur Unechtheit der Episteln des Euripides. Barnes druckte die Episteln und erklärte, niemand, außer jemandem, der perfrictae frontis aut judicii imminuti [lateinisch: „[von] zerschmetterter Stirn und beschränkten Urteils“] sei, könne an ihrer Echtheit zweifeln. Bentley ergänzte Graevius Callimachus (Utrecht 1697) um eine meisterhafte Sammlung von kommentierten Fragmenten.
Die Dissertation on the epistles of Phalaris, Themistocles, Socrates, Euripides and the fables of Aesop, das Werk, auf dem Bentleys Ruhm sich im Wesentlichen stützt, entstand so eher zufällig. William Wotton bat Bentley, als er 1697 dabei war, eine zweite Ausgabe seines Buchs über Ancient and Modern Learning herauszubringen, eine alte Zusage zu erfüllen und einen Text zur Unechtheit der Episteln des Phalaris niederzuschreiben. Dieses Papier nahm Charles Boyle, der spätere Earl of Orrery, der Christ-Church-Herausgeber des Phalaris, so übel, dass er, als er das Manuskript bei seiner Ausgabe (1695) in der königlichen Bibliothek fand, einen Streit mit Bentley begann. Unterstützt von seinen Collegefreunden, vor allem Francis Atterbury, schrieb Boyle eine Antwort: „ein Gewebe“, sagt Alexander Dyce in seiner Ausgabe der Werke Bentleys aus den Jahren 1836 bis 1838, „aus oberflächlicher Gelehrsamkeit, ausgeklügelter Sophisterei, geschickter Bosheit und fröhlicher Spötterei“. Die Antwort wurde von der Öffentlichkeit als vernichtend gefeiert und sofort um eine zweite Auflage ergänzt. Bentley war gezwungen zu reagieren; es entstand „diese unsterbliche Dissertation“ (Richard Porson), die nun unbeantwortet blieb, obwohl die Wahrheit in ihren Schlussfolgerungen nicht unmittelbar erkannt wurde.

## Rektor des Trinity College (1700–1740)
Im Jahr 1700 erhielt Bentley jene wichtige Beförderung, die „alsbald seine Belohnung und seine Geißel für den Rest seines Lebens wurde“ (De Quincey). Bentley wurde der Krone von den zuständigen kirchlichen Bevollmächtigten einstimmig als Rektor des Trinity College in Cambridge empfohlen. Dieses College, das großartigste der Universität und als ihr hervorragendstes angesehen, war in diesem Jahr von seinem hohen Sockel gestürzt. Obwohl nicht schlechter als die anderen Colleges, machte sein früherer Ruf den Missbrauch der Dotierungen in diesem Fall noch unübersehbarer. Die Verfinsterung hatte nach 1660 Platz gegriffen und war auf Ursachen zurückzuführen, die das gesamte Land betrafen. Die Namen John Pearson, Isaac Barrow und vor allen anderen Isaac Newton zieren die Annalen der College in dieser Zeit.
Diese Männer hatten die Reihen der fellows des Trinity mit ihrer Liebe zu Forschung und Lehre nicht angesteckt. Jede Ausflucht diente als Grund für ein Bankett auf Kosten des Hauses, und die Ehelosigkeit, die durch die Statuten auferlegt war, wurde so erträglich gemacht, wie es der Anstand in dieser respektablen Position ermöglichte. Bentley kam hier an, unausstehlich wie ein Ehemaliger von St John’s und ein Eindringling, unwillkommen wie jeder Gelehrte, dessen Interessen außerhalb der Mauern des Colleges lagen. Bentley antwortete auf die verborgene Ablehnung der fellows mit offener Verachtung und ging daran, die Collegeverwaltung zu reformieren. Er sorgte für umfangreiche Verbesserungen an den Gebäuden und nutzte seine Position für die Förderung der Lehre sowohl im College als auch der Universität. Aber seine Energie wurde begleitet von einer dominierenden Stimmung, einer anmaßenden Verachtung für die Gefühle und sogar für die Rechte anderer, und einem gewissenlosen Gebrauch aller Mittel, wenn ein guter Zweck erreicht werden konnte. Der fortgesetzte Abfluss aus ihren Geldbörsen – bei einer Gelegenheit wurde die gesamte Dividende des Jahres vom Neubau der Kapelle aufgesogen – war der Grund, der schließlich die fellows aufrüttelte, sich entschlossen zu wehren.
Nach zehn Jahren eigensinnigem aber unwirksamem Widerstand innerhalb des Colleges, appellierten sie an den Visitor Moore, den Bischof von Ely. Ihre Petition war voller allgemeiner Klagen und bezog sich nicht auf irgendein besonderes Vergehen. Bentleys Antwort (The Present State of Trinity College etc., 1710) zeigt seinen erdrückendsten Stil. Die „fellows“ berichtigten ihre Petition und fügten neue Klagen an, in denen sie 54 separate Brüche der Statuten auflisteten, die der Rektor begangen haben solle. Bentley, um Antwort gebeten, appellierte nun unmittelbar an die Krone, sein Gesuch durch die Widmung seines Horaz an den Lord High Treasurer (Harley) unterstützend. Die Kronanwälte entschieden gegen ihn, der Fall wurde angehört (1714), das Urteil lautete auf Entfernung aus dem Amt. Bevor es jedoch umgesetzt werden konnte, starb der Bischof von Ely, woraufhin der Prozess im Sande verlief. Die Fehde wurde in verschiedenen Formen fortgesetzt. 1717 wurde Bentley in der Nachfolge von Henry James zum Regius Professor of Divinity ernannt, 1718 jedoch von der Universität entmachtet, musste zur Strafe in Zivil vor dem Vizekanzler erscheinen, und es dauerte bis 1724, bis das Gesetz die Universität zwang, ihn wieder einzusetzen. 1733 wurde er von den fellows des Trinity erneut vor dem Bischof von Ely (Greene) angeklagt und durch Urteil abgesetzt, doch die College-Statuten erforderten die Verurteilung durch den Vizerektor (Walker), einen Freund Bentleys, der sich darauf nicht einließ. Obwohl die Fehde bis 1738 oder 1740 andauerte (alles in allem rund 30 Jahre), blieb Bentley im Amt.

## Werke aus der Zeit als Rektor
Während seines Rektorats, die beiden ersten Jahre ausgenommen, verfolgte Bentley ununterbrochen seine Studien weiter, wobei die Ergebnisse sich nicht so sehr in Publikationen niederschlugen. 1709 steuerte er einen kritischen Anhang zu John Davies’ Ausgabe von Ciceros Tusculaner Gesprächen bei. Im folgenden Jahr veröffentlichte er seine Emendationen zu Plutos und Nubes von Aristophanes und den Fragmenten von Menander und Philemon, letzteres unter dem Namen „Phileutherus Lipsiensis“, von dem er zwei Jahre später bei seinen Bemerkungen zu einem späten Diskurs zum Freidenkertum, eine Antwort auf den Deisten Anthony Collins, noch einmal Gebrauch machte. Hierfür erhielt er den Dank der Universität in Anerkennung des Dienstes, den er dadurch der Kirche und dem Klerus erwiesen hatte. Sein Horaz, über den er lange nachgedacht hatte und den er nun in großer Hast zu Papier brachte und veröffentlichte, um die öffentliche Meinung in einer kritischen Zeit seines Streits im College zu besänftigen, erschien 1711. Im Vorwort erklärte er seine Absicht, seine Aufmerksamkeit auf die Textkritik und Textkorrektur zu begrenzen, und die Exegese zu ignorieren. Einige seiner 700 bis 800 Emendationen wurden akzeptiert, wohingegen die Mehrheit von ihnen heute als unnötig und prosaisch zurückgewiesen wird, obwohl die in ihnen steckende Gelehrsamkeit und sein Scharfsinn bemerkenswert sind.
1716, in einem Brief an Wake, Erzbischof von Canterbury, kündigte Bentley seinen Plan einer kritischen Ausgabe des Neuen Testaments an. Während der nächsten vier Jahre, unterstützt von Johann Jakob Wettstein, einem hervorragenden Bibelkritiker, der für sich in Anspruch nahm, der erste zu sein, der den Gedanken an Bentley herantrug, sammelte er Material für dieses Werk, und 1720 veröffentlichte er Proposals for a New Edition of the Greek Testament mit Mustern der Art und Weise, wie er sie ausführen wollte. Er schlug vor, den griechischen Text aus der Zeit des Konzils von Nicäa durch Vergleich des Textes der Vulgata mit dem der ältesten griechischen Manuskripte wiederherzustellen. Eine große Anzahl von Subskribenten wurde gewonnen, das Werk wurde jedoch nie fertig. Sein Terenz (1726) ist wichtiger als sein Horaz, und er ist es auch, nach dem Phalaris, worauf sein Ansehen im Wesentlichen ruht.
Ins gleiche Jahr gehören die Fabeln des Phaedrus und die Sententiae des Publilius Syrus. Das Paradise Lost (1732), auf Vorschlag der Königin Caroline erstellt, wird üblicherweise als sein am wenigsten befriedigendes Werk angesehen; es ist durch die Hast der Emendation und einen Mangel an poetischem Gefühl wie bei seinem Horaz verdorben; aber hier gibt es keine Entschuldigungen für ihn, dass der englische Text ihm nicht die gleichen Möglichkeiten für Vermutungen eröffnete. Er brachte die Idee auf, dass John Milton sowohl einen Sekretär als auch einen Herausgeber beschäftigte, die für die Fehler, die Übertreibungen und Interpolationen verantwortlich zu machen seien – es ist unsicher, ob dies Bentleys Ausrede für seine eigenen zahlreichen Korrekturen war, oder ob er selbst es glaubte. Die vorgesehene Homer-Ausgabe wurde nicht veröffentlicht, alles was von ihr vorhanden ist, besteht aus einigen Manuskripten und marginalen Notizen, die im Eigentum des Trinity College sind. Ihre hauptsächliche Bedeutung liegt in dem Versuch, die Metrik durch die Einfügung des verlorenen gegangenen und von Bentley wiederentdeckten griechischen Buchstabens Digamma zu restaurieren.

## Kleinere Werke
- Astronomica von Marcus Manilius (1739)
- ein Brief über die sigeanischen Inschriften, die auf einer Marmorplatte in der Troas gefunden wurden; sie befinden sich jetzt im British Museum
- Notizen zu den Theriaca des Nikandros aus Kolophon und zu Lucan, veröffentlicht nach seinem Tod durch seinen Enkel Richard Cumberland
- Emendationen zu Plautus (in seinen Kopien der Editionen von Johann Philipp Pareus, Joachim Camerarius und Johann Friedrich Gronovius, herausgegeben von Schröder, 1880, und Sonnenschein, 1883)
- Bentleii Critica Sacra (1862), herausgegeben von A. A. Ellis, enthält den Galaterbrief (und Auszüge), gedruckt von einer überlappenden Folio-Kopie der griechischen und lateinischen Vulgata im Trinity College
- eine Sammlung seiner Opuscula Philologica, veröffentlicht in Leipzig 1781

## Familie und letzte Jahre
1701 heiratete Bentley Joanna, Tochter von Sir John Bernard of Brampton, Huntingdonshire. Sie brachte einen Sohn, Richard, und zwei Töchter zur Welt, und starb 1740. Eine der Töchter heiratete 1728 Denison Cumberland, Enkel von Richard Cumberland, Bischof von Peterborough. Ihr Sohn war der Dramatiker Richard Cumberland.
Bis ins hohe Alter konnte Bentley noch lesen, auch als er bereits an einen Armstuhl gefesselt war; er genoss die Gesellschaft seiner Freunde und aufstrebender Forscher wie Jeremiah Markland und John Taylor, seiner Neffen Richard und Thomas Bentley, mit denen er klassische Themen diskutieren konnte. Er sagte oft, dass er 80 Jahre alt werden wolle, und fügte hinzu, dass ein derart langes Leben ausreiche, um alles zu lesen, was des Lesens wert sei – ein halbes Jahr nach seinem 80. Geburtstag starb er an Rippenfellentzündung. Obwohl von seinen Feinden als raffgierig beschimpft, hinterließ er weniger als 5000 £. Einige griechische Manuskripte, die ihm vom Berg Athos gebracht worden waren, gingen an die College-Bibliothek, seine Bücher und Papiere an seinen Neffen Richard Bentley. Dieser wiederum, der ebenfalls ein fellow des Trinity College war, hinterließ die Papiere bei seinem Tod 1786 ebenfalls der College-Bibliothek, während die Bücher mit ihren vielen wertvollen Randnotizen dem British Museum übergeben wurden.
Am 23. Oktober 1731 rettete er den Codex Alexandrinus aus einem Feuer, das im Ashburnham Haus ausgebrochen war. Der Codex war Teil der Cotton Bibliothek, die hier untergebracht war.
Einige Anekdoten wurden von seinem Enkel Richard Cumberland im ersten Band seiner Memoirs (1807) überliefert. Der Hut, den er ständig beim Lesen trug, um seine Augen zu schützen, und seine Vorliebe für Portwein und Claret (der nach seinen Worten „Portwein wäre, wenn er könnte“) werden in Alexander Popes Karikatur (Dunciad, b. 4) festgehalten. Das Rauchen gab er erst mit 70 auf. Er blieb Erzdiakon von Ely mit zwei Wohnungen, erhielt aber keine höheren kirchlichen Würden. Ihm wurde das verarmte Bistum Bristol angeboten, das er zurückwies, und als er gefragt wurde, welche Beförderung seine Zustimmung erhalten würde, antwortete er: „Die, die ihm keinen Anlass gebe, sich einen Umzug zu wünschen.“

## Wirkung
Bentley war der erste Engländer, der unter die Heroen der klassischen Forschung eingereiht wurde. Vor ihm gab es nur John Selden und – auf einem eingeschränkteren Gebiet – Thomas Gataker und John Pearson. „Bentley eröffnete eine neue Ära in der Kunst der Textkritik. Er wies einen neuen Pfad. Mit ihm wurde die Kritik erwachsen. Wo Forscher bisher Vorschläge und Vermutungen offerierten, brachte Bentley mit unbegrenzter Kontrolle über das gesamte Material Entscheidungen.“ Bentley, sagt Bunsen, „war der Gründer der historischen Philologie“. Und Jacob Bernays sagt zu seinen Korrekturen der Tristia, Beschädigungen, die sich bislang jedem noch so mächtigen Versuch widersetzten, wurden durch einen Fingerzeig dieses britischen Samson entfernt. Die englische hellenistische Schule, die im 18. Jahrhundert ihre Blüte hatte, und zu der Namen wie Richard Dawes, Jeremiah Markland, John Taylor, Jonathan Toup, Thomas Tyrwhitt, Richard Porson, Peter Paul Dobree, Thomas Kidd und James Henry Monk gehören, war ein Erzeugnis Bentleys. Und sogar die niederländische Schule der gleichen Zeit wurde, trotz der eigenen Tradition, in nicht geringem Maße von Bentleys Beispiel stimuliert und gesteuert, dessen Briefe an den jungen Frans Hemsterhuis zu dessen Ausgabe des Julius Pollux diesen so stark beeinflussten, dass er einer von Bentleys größten Bewunderern wurde.
Bentley war eine Quelle der Eingebungen für die folgende Generation von Gelehrten. Er hatte sich alles selbst beigebracht, schuf seine eigene Wissenschaft, und dennoch gab es keine zeitgenössische Forscherzunft in England, an der sich seine Kraft messen konnte. In der Phalaris-Kontroverse erlitten seine akademischen Gegner eine völlige Niederlage. Garths Reimpaar – „So diamonds take a lustre from their foil, And to a Bentley 'tis we owe a Boyle“ – drückte den Glauben der wissenschaftlichen und literarischen Welt der Zeit aus. Die Angriffe von Alexander Pope, John Arbuthnot und anderen sind Beweis ihrer Unfähigkeit, sein Werk zu würdigen: Ihnen schien Textkritik Pedanterie und nutzlose Arbeit. In einer Universität, in der Unterweisung der Jugend oder die religiöse Kontroverse des Tages die einzigen Beschäftigungen waren, war Bentley ein isoliertes Phänomen. All sein unermessliches Wissen und all seine originären Sichtweisen scheint er sich vor 1700 angeeignet zu haben. Nach dieser Zeit erwarb er wenig dazu und zeigte nur krampfhafte Bemühungen – wie an seinem Horaz, Terenz und Milton erkennbar ist.